# Agricultural Development Bank of China
L'Agricultural Development Bank of China (chinois : 中国农业发展银行 / pinyin : Zhōngguó nóngyè fāzhǎn yínháng / acronyme : ADBC), littéralement la Banque de développement agricole de Chine, est une institution bancaire chinoise. Elle fait partie des douze sociétés par actions bancaires commerciales en Chine. Elle a été établie en août 1992 et a été approuvée par le conseil d'État et la Banque populaire de Chine. Son but principal est d'utiliser le marché financier pour lever des fonds pour la classe agricole.

## Histoire
Le 19 avril 1994, le gouvernement chinois approuve les plans pour la création d'une banque de développement agricole. Le 30 juin, la banque agricole de Chine et la banque industrielle et commerciale de Chine transfèrent une partie de leurs systèmes pour la création de la banque de développement. En mars 1995, la plupart des succursales provinciales avaient été implémentées. Entre août 1996 et mars de l'année suivante, les plus petites branches avaient été installées et la banque n'avait plus besoin d'être représentée par la banque agricole pour ses activités. En avril 2007, la banque commence ses prêts aux petites entreprises agricoles.

## Services
Le 3 juillet 2017, l'ADBC a lancé une offre de 16 milliards de yuans en obligations à dispositions d'investisseurs mondiaux.
La banque offre du financement et des prêts pour des entreprises agricoles et des particuliers du milieu agricole.